# Спочатку жінки та діти
Спочатку жінки та діти або Принцип «Беркенхеда» — традиція та правило судноплавного кодексу, яке полягає в пріоритеті порятунку жінок та дітей у випадку надзвичайної ситуації на судні. З цим кодексом пов'язане також правило «капітан покидає судно останнім».

## Історія
Особливої популярності правило набуло після катастрофи пасажирського лайнера «Титанік» у 1912 році, де під час рятувальної операції першочергово здійснювався порятунок жінок та дітей. Однак, прецедентом цього правила вважається рятувальна операція в результаті катастрофи судна ВМС Великої Британії «Беркенхед» у 1852 році. У літературі ця фраза вперше зафіксована у творі Вільяма Дугласа Оконнора «Історія справжнього кохання».

## Походження традиції
Передумовою виникнення такого правила є чоловіча витратність, традиційні етичні норми, сексизм та глобальний принцип збереження людської раси. Чоловік, як здобувач, охоронець родини та представник сильної половини людства, завжди стоїть на захисті жінок та дітей, що зумовлює природу людських відносин. Жінка є символом плодючості та природи продовження людського роду та водночас тендітності. Діти як молоде покоління й продовжувачі роду мають пріоритет перед старшим поколінням тому, що перед ними ціле життя й, оскільки старше покоління в основному вже здійснило свій внесок у розвиток людства, то молодому поколінню це ще належить зробити.